# Херремов, Шамурад Реджепович
Шамурад Реджепович Херремов (туркм. Şamyrat Herremow) — туркменский учёный-селекционер. Доктор сельскохозяйственных наук, профессор Российской академии естествознания.
Специалист по селекции каракульских овец.

## Дата и место рождения
Родился в 1956 году в Ашхабаде.

## Образование и специальность
Образование высшее.
В 1978 году окончил зооветеринарный факультет Туркменского сельскохозяйственного института им. М. И. Калинина. По специальности — инженер-зоотехник.
Кандидат сельскохозяйственных наук (1983), Алма-Атинский зооветеринарный институт.
Доктор медицинских наук (1996), Московская сельскохозяйственная академия им. К. А. Тимирязева.

## Карьера
1979—2005 — от старшего лаборанта и ассистента до заведующего кафедрой «общей зоотехники», декана зооветеринарного факультета Туркменского сельскохозяйственного университета им. С. А. Ниязова.
С 2009 года — заведующий отделом сельского хозяйства и агропромышленного комплекса Союза промышленников и предпринимателей Туркменистана.

## Научные публикации
Ш. Херремов — автор более 120 научных и учебных работ, в том числе 6 учебников для студентов сельскохозяйственных вузов.

### Избранная библиография
- Селекция каракульских овец на повышение продуктивных качеств: монография / Ш. Р. Херремов — Palmarium Academic Publishing, 2014.
- Каракулеводство: Учебное пособие / Ш. Р. Херремов., Ю. А. Юлдашбаев, 2016.
- Изучение биоразнообразия Туркменистана (позвоночные животные). Научный сборник / О. С. Сопыев., Ш. Р. Херремов, 2013.

## Награды и звания
- Медаль «За любовь к Отечеству» (16.10.1996)
- Юбилейная медаль «25 лет независимости Туркменистана» (26.10.2017)

### Ученые звания
- Доцент
- Профессор РАЕ

## Варианты транскрипции имени
- Имя: Шамырат